# Eve Arnold
Eve Arnold (de soltera: Cohen) (21 de abril de 1912 - 4 de enero de 2012) fue una fotógrafa estadounidense, perteneciente a la agencia Magnum desde 1951.

## Biografía
Nació en Filadelfia en el seno de una familia de inmigrantes judíos provenientes de Rusia, siendo sus padres el rabino William Cohen (nacido Velvel Sklarski), y su esposa Bessie (Bosya Laschiner). 
Sus primeros intereses se dirigieron hacia la literatura y el baile, pero en 1940 comenzó a interesarse en la fotografía y realizó sus primeras imágenes. Entre 1947 y 1948 estudió fotografía y cine con Alexei Brodovitch en la New School for Social Research de Nueva York.

## Trayectoria
A partir de 1951 formó parte de la agencia Magnum como miembro asociado y en 1957 se convirtió en miembro de pleno derecho y sus reportajes fotográficos empezaron a publicarse en revistas como Life, Paris Match, Stern, Sunday Times o Vogue, convirtiéndose en la primera reportera de la agencia.
Dos de sus fotografías más conocidas son retratos de Marlene Dietrich y Marilyn Monroe durante un descanso en su trabajo y las tomó de un modo directo sin aviso previo. Aunque también ha realizado reportajes sobre Joan Crawford, Clark Gable, James Cagney y Paul Newman.
En 1961 se trasladó a vivir a Londres de un modo definitivo, aunque realizó diversos viajes a países como la Unión Soviética, Afganistán, Sudáfrica, Egipto y China. En sus reportajes solía hacer énfasis en los aspectos sociales.
Su primera exposición individual con carácter itinerante la realizó en 1980 y tuvo como título In China, además ha realizado exposiciones ligadas a la agencia Magnum en el Museo Tampa de Florida en 1983 y en el Centro de Arte Reina Sofía en 1989. Su obra está representada en el Museo Ludwig y el Museo Metropolitano de Arte de Nueva York. 
En 2015 la Fundación Magnum publicó una biografía ilustrada de Eve Arnold.

## Reconocimientos
A lo largo de su vida recibió numerosos reconocimientos entre los que se pueden destacar el Doctorado Honorario de la  Universidad de Saint Andrews y de Staffordshire, el título de Maestro en Fotografía otorgado por el ICP  y la Orden del Imperio Británico.